# Gałęziak nagoogonowy
Gałęziak nagoogonowy (Tylomys nudicaudus) – gatunek gryzonia z podrodziny gałęziaków (Tylomyinae) w rodzinie chomikowatych (Cricetidae). Po raz pierwszy został opisany naukowo przez Wilhelma Petersa w 1866 na łamach wydawanego przez Akademie der Wissenschaften zu Berlin „Monatsberichte der Königlichen Preuss” jako Hesperomys (Tylomys) nudicaudus. Włączenie gatunku do rodzaju Tylomys zaproponował Édouard Louis Trouessart w 1897. Typowa lokalizacja: Gwatemala. Gałęziak nagoogonowy występuje w Meksyku (stany: Chiapas, Puebla, Veracruz, Guerrero i Oaxaca), Gwatemali, Belize, Hondurasie, Salwadorze i Nikaragui. Międzynarodowa Unia Ochrony Przyrody (IUCN) wymienia Tylomys nudicaudus w Czerwonej księdze gatunków zagrożonych jako gatunek najmniejszej troski (LC – least concern). T. nudicaudus obejmuje 4 podgatunki.

## Systematyka
Po raz pierwszy został opisany naukowo przez Wilhelma Petersa w 1866 jako Hesperomys (Tylomys) nudicaudus. Włączenie gatunku do rodzaju Tylomys zaproponował Édouard Louis Trouessart w 1897. Typowa lokalizacja: Gwatemala. 
W obrębie gatunku Tylomys nudicaudus wyróżniane są 4 podgatunki:
- T. n. nudicaudus Peters, 1866 – lokalizacja: południowy Meksyk (stan Chiapas), Gwatemala, Belize, Honduras, Salwador i Nikaragua,
- T. n. gymnurus Villa, 1941 – lokalizacja: Meksyk – wschodnia część stanu Puebla, stan Veracruz i wschodnia część stanu  Oaxaca,
- T. n. microdon Goodwin, 1955 – znany tylko z dwóch miejsc w stanie Oaxaca w Meksyku.
- T. n. villai Schaldach, 1966 – lokalizacja: Meksyk – wschód stanu Guerrero i wschód stanu Oaxaca.

## Kariotyp
Garnitur chromosomowy T. nudicaudus wykazuje zmienność chromosomalną. Podgatunek nominatywny – 2n = 42, T. n. villai – 2n=37, T. n. gymnurus – 2n=40. Chromosom X jest długi i metacentryczny.

## Nazewnictwo
Nazwisko Wilhelma Petersa, który dokonał pierwszego naukowego opisu gatunku zostało wykorzystane w utworzonej anglojęzycznej nazwie wernakularnej gatunku: Peters’ Climbing Rat. W wydanej w 2015 roku przez Muzeum i Instytut Zoologii Polskiej Akademii Nauk publikacji „Polskie nazewnictwo ssaków świata” dla gatunku Tylomys nudicaudus zaproponowano polską nazwę gałęziak nagoogonowy.

## Budowa ciała
Gałęziak nagoogonowy jest zaliczany do dużych gryzoni. Sierść jest miękka, wybarwiona na kolor od brązowego po czerwonawoszary. 
Ogon jest długi, nagi, dwukolorowy. Dwie trzecie ogona ma ciemne ubarwienie, a pozostała część jest biała. Długość ogona jest zbliżona do długości tułowia. Uszy są duże i okrągłe. Samice mają 2 pary sutków ulokowanych w pachwinie.
|                         | wymiar     |
| ----------------------- | ---------- |
| długość tułowia z głową | 188–266 mm |
| długość ogona           | 195–262 mm |
| masa ciała              | 280–326 g  |

## Tryb życia
Gałęziak nagoogonowy wiedzie wieczorny i nocny (ze szczytem aktywności o północy), częściowo nadrzewny tryb życia.

### Rozród
Po ciąży trwającej 40 dni (pomiar u zwierząt trzymanych w niewoli) samica rodzi średnio dwoje młodych. W ciągu roku wydaje na świat dwa mioty: jeden w okresie między marcem i majem, a drugi między listopadem i grudniem. Młode osiągają dojrzałość płciową w wieku 10–20 tygodni. Długość życia: 2 lata.

## Rozmieszczenie geograficzne
Typowa lokalizacja: Gwatemala. Gałęziak nagoogonowy występuje w Meksyku (stany: Chiapas, Puebla, Veracruz, Guerrero i Oaxaca), Gwatemali, Belize, Hondurasie, Salwadorze i Nikaragui. Szczegóły lokalizacji poszczególnych podgatunków są zawarte w sekcji Systematyka.

## Ekologia
W skład diety gałęziaka nagoogonowego prawdopodobnie wchodzą liście, owoce i nasiona. W żołądku gałęziaka nagoogonowego schwytanego do pułapki, w której przynętę stanowiły kawałki banana i innych owoców oraz mieszanka owsa i wanilii, znaleziono fragmenty przypominające porosty.

### Siedlisko
Gałęziak nagoogonowy zasiedla tropikalne lasy górskie, lasy liściaste, tereny porośnięte roślinnością wtórną oraz jaskinie i obszary skaliste. Występuje na wysokości do około 1600 m n.p.m. lub nawet do 2300 m n.p.m.

## Ochrona
Międzynarodowa Unia Ochrony Przyrody (IUCN) wymienia Tylomys nudicaudus w Czerwonej księdze gatunków zagrożonych jako gatunek najmniejszej troski (LC – least concern).